# Assassin’s Creed Syndicate
Az Assassin’s Creed: Syndicate egy külső nézetes akció, kaland videójáték, amit a Ubisoft Quebec fejlesztett és a Ubisoft adott ki. Megjelent 2015. november 19-én PC-re és konzolra. A játék magyar felirattal is rendelkezik. Az Assassin's Creed: Syndicate az Assassin's Creed sorozat 9-dik játéka.
A játék jelenkora 2015-ben játszódik. A fő történetszála a 19. századi II. ipari forradalomban játszódik. Londont a templomosok irányítják, élükön Crawford Starrickkal. A játékos által felváltva irányítható főhősök a Frye testvérek, Jacob és Evie, akik a saját bandájukkal, a "Bástyákkal" szerzik vissza a fővárost a templomosok kezéből.